# Pararhagadochir bicingillata
Pararhagadochir bicingillata is een insectensoort uit de familie Archembiidae, die tot de orde webspinners (Embioptera) behoort. De soort komt voor in Brazilië.
Pararhagadochir bicingillata is voor het eerst wetenschappelijk beschreven door Enderlein in 1909.